# Cariño mío
Cariño mío es el primer álbum de estudio del cantante venezolano Chyno Miranda.
El álbum se caracteriza por el estilo urbano de Chyno, donde hay una combinación de ritmos como el reguetón, el pop, el merengue y el trap. Asimismo, el álbum marca el lanzamiento de Chyno Miranda como artista a nivel internacional, después de su trayectoria junto a Nacho como el dúo Chino & Nacho, y del éxito de algunos de sus sencillos como «Quédate conmigo», «Cariño mío», «El peor» y «Hasta el ombligo».
La canción «Tú me elevas» fue dedicada a su esposa Natasha Araos, a quién le pidió matrimonio durante las grabaciones del videoclip. Asimismo el 13 de septiembre de 2019, el álbum fue presentado junto a su sencillo «Dónde nos vamos a ver», el cual cuenta con una segunda versión junto a Juan Magán y Magic Juan.
En este álbum, están incluidas las participaciones de Wisin, Gente de Zona, J Balvin, Zion & Lennox, Mau & Ricky y Farruko entre otros.

## Lista de canciones
| N.º | Título                                             | Duración |  |
| 1.  | «Quédate conmigo» (con Wisin y Gente de Zona)      | 3:43     |  |
| 2.  | «Hasta el ombligo» (con Zion & Lennox)             | 3:52     |  |
| 3.  | «Tú me elevas»                                     | 3:19     |  |
| 4.  | «Sin trucos de belleza» (con Neutro Shorty y Juhn) | 3:41     |  |
| 5.  | «Me provoca»                                       | 2:53     |  |
| 6.  | «El peor» (con J Balvin)                           | 3:12     |  |
| 7.  | «Celosa» (con Farruko)                             | 3:23     |  |
| 8.  | «Cariño mío» (con Mau & Ricky)                     | 3:16     |  |
| 9.  | «Dónde nos vamos a ver»                            | 2:56     |  |
| 10. | «En el asiento de atrás»                           | 3:00     |  |
| 11. | «La nota»                                          | 3:19     |  |
| 12. | «Tus piernas» (con Skinny Happy y Trapical Minds)  | 3:04     |  |
| 13. | «Arriésgate»                                       | 3:21     |  |
| 14. | «Lo que quieres»                                   | 3:16     |  |
| 15. | «Tu boca»                                          | 3:21     |  |
| 16. | «A la conquista de tu amor» (con Guaco)            | 3:18     |  |
| 17. | «Con él»                                           | 3:51     |  |

### Ediciones especiales
| N.º | Título                                                | Duración |  |
| 1.  | «Dónde nos vamos a ver» (con Juan Magán y Magic Juan) | 3:11     |  |